# Hospital Universitario de Zúrich
El Hospital Universitario de Zúrich (en alemán: Universitätsspital Zürich) es el hospital universitario de Zúrich, Suiza.
El primer hospital en Zúrich, cuya continuación es el Hospital Universitario en última instancia, es recordado por haber existido ya en 1204. El nombre, la ubicación y los edificios han cambiado desde entonces muchas veces. A partir de 2008, el hospital cuenta con una plantilla de 6100 personas, brindando atención médica a 160 000 pacientes ambulantes y más de 30 000 pacientes estacionarios cada año en 42 clínicas.
Los científicos y médicos de renombre internacional que han practicado en el hospital incluyen a Ferdinand Sauerbruch, Adriano Aguzzi y Rolf Zinkernagel, este último recibió el Premio Nobel por las investigaciones llevadas a cabo en el hospital.